# Tanwéfo
Tanwéfo, également orthographié Tanouéfo, est une localité située dans le département de Bokin de la province du Passoré dans la région Nord au Burkina Faso.

## Santé et éducation
Le centre de soins le plus proche de Tanwéfo est le centre de santé et de promotion sociale (CSPS) de [[Seguedin
```
(Burkina Faso)|Seguedin]] tandis que le centre médical départemental (CM) est à 
Bokin
 et le centre médical avec antenne chirurgicale (CMA) de la province est à 
Yako
[
2
]
.
```